# Ахтынская крепость

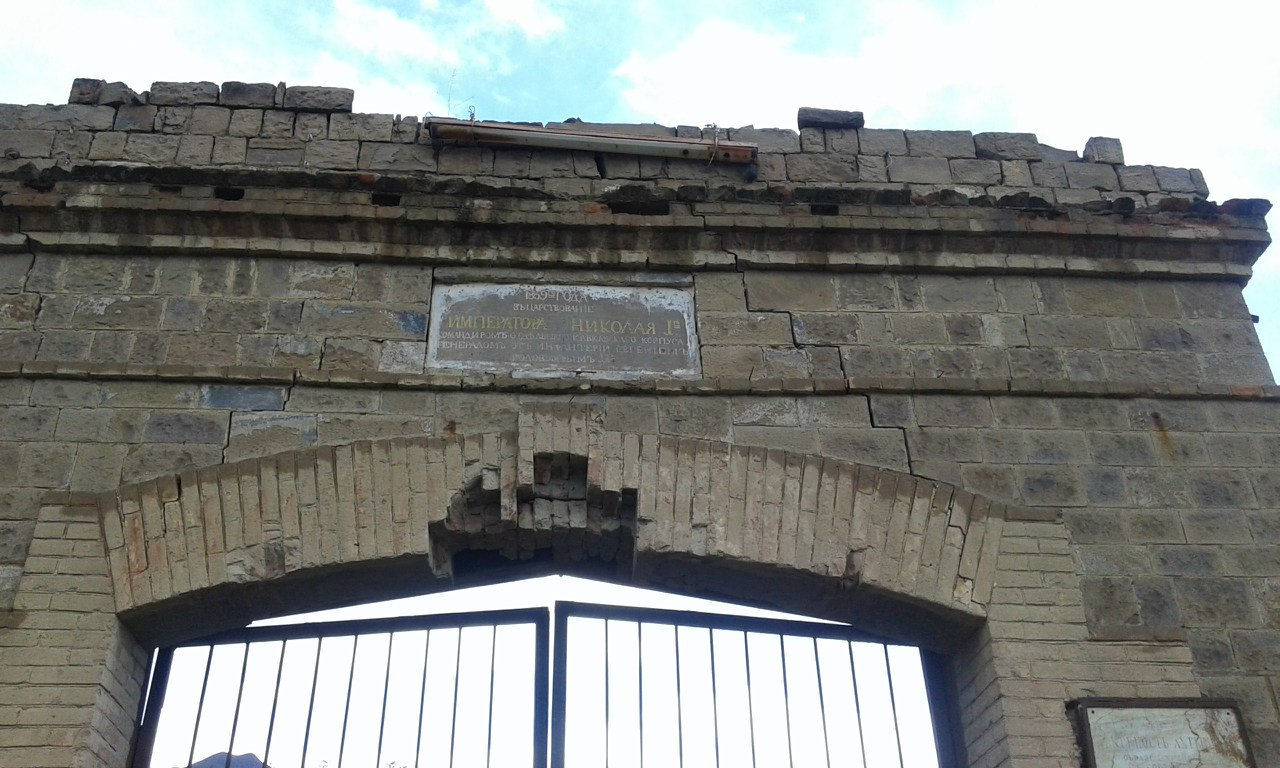
«1839-го года в царствование императора Николая I-го командиром отдельного кавказского корпуса генералом от инфантерии Евгением Головиным»

Ахты́нская кре́пость (лезг. Ахцегь-Къеле, ахт. диал. Ахцагь-Къала) — русская крепость в Дагестане, в селе Ахты Ахтынского района, построенная в 1839 году генералом Е. А. Головиным. Памятник истории и архитектуры федерального значения. Самая южная крепость на территории России.

## Описание
Ахтынская крепость состоит из следующих объектов:
- Крепостные стены
- Солдатские казармы
- Православная церковь
- Пороховой погреб

Крепость имеет пятиугольную форму с барабетами в углах бастионов. Ранее имелся ров с каменными стенами высотой в 4,57 метра и толщиной в 1,06 метров. Куртины фронтов состояли из оборонительных казарм, сверху которых была устроена пехотная позиция для обстреливания подступов. На вооружении крепости состояло 11 пушек и 6 мортир Кагорна. Тактическое положение крепости было невыгодным вследствие слабой простреливаемости местности вблизи укреплений из-за особенностей рельефа.

## Предпосылки основания и значение
В 1839 году, после подавления русскими войсками Кубинского восстания, отряды генерала Евгения Головина отправились в поход в неспокойную Самурскую долину, фактически устанавливая российскую власть по пути продвижения войск. Результатом Самурского похода Головина стало покорение Алтыпаринского, Докузпаринского и Ахтыпаринского вольных обществ, а также Рутульского магала. Для укрепления занятых позиций на занятых территориях был основан Самурский округ с центром в Ахтах. Округ административно входил в состав Кубинской провинции Российской империи. В Ахтах за сорок дней была заложена крепость, ставшая опорной базой русской администрации в Самурской долине. Крепость также являлась резиденцией начальника Самурского округа. В наше время крепость является памятником истории и архитектуры федерального значения. Географически Ахтынская крепость является самой южной на территории России. 
В исторических изданиях времён Российской империи говориться, что крепость строилась для обороны Кахетии от лезгинских отрядов[страница не указана 238 дней]. 

## Штурм Ахтынской крепости
В 1848 году войска имама Шамиля выступили в Самурский поход, главной целью которого был захват Ахтов — центра Самурского округа и установление контроля над Самурской долиной, находящейся под властью русской администрации. В ходе боёв, длившихся с 14 по 22 августа, крепость подвергалась осаде и многократным приступам. Горцам удалось взорвать пороховой погреб. Мюриды заняли фактически весь округ, однако после энергичных мер генерала Аргутинского, гарнизон крепости был спасён, войска Шамиля потерпели тактическое поражение и отступили в верховья Самурской долины, в Аварию.

## В наши дни

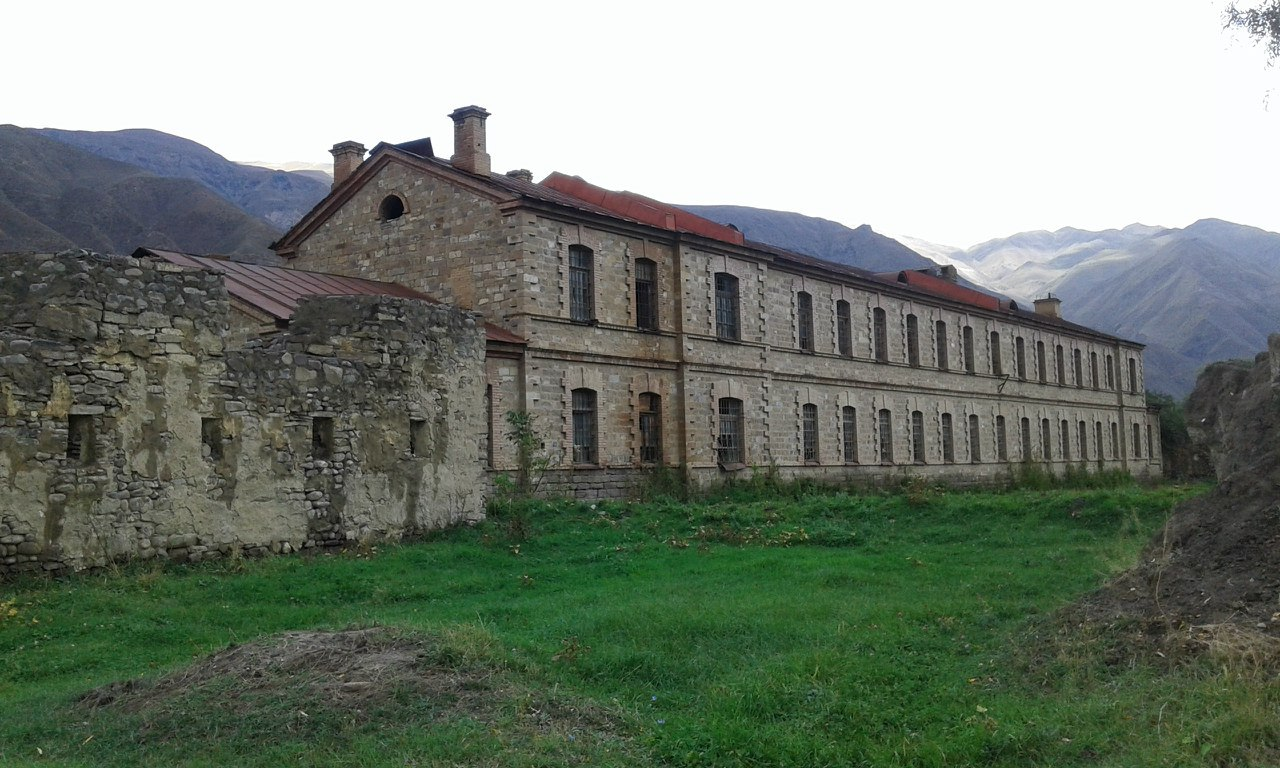
Солдатские казармы

После установления советской власти крепость перестала действовать в военных целях. Позже в ней основали винодельческий завод и производство шлакоблоков. Первые 20 лет советского периода крепость была тюрьмой, а после Второй мировой войны — детским домом. В 1970-х местные колхозники наладили в крепостной казарме выпуск тротуарной плиты и механизмов для заводных игрушек. Позже здесь открыли филиал Дербентского оборонного завода «Электросигнал», где работало 200 человек. В 1990-х производство замерло. На данный момент крепость закрыта для посещения, однако никакого контроля за соблюдением режима нет, ввиду чего крепость фактически доступна для всех. Несмотря на то, что она находится под охраной государства, ухода за ней нет. Многие объекты крепости находятся в аварийном состоянии, а на территории объекта пасутся коровы.

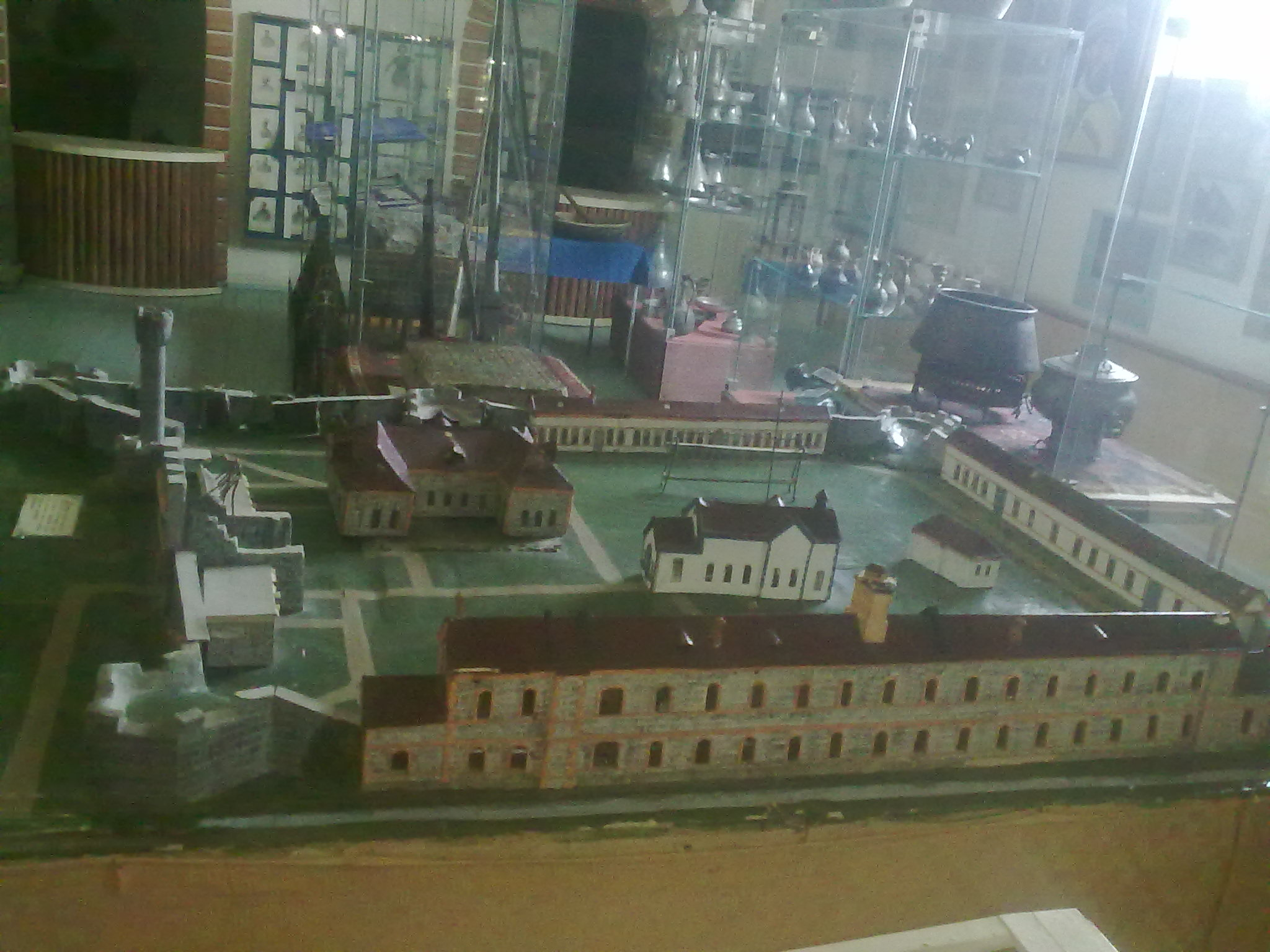
Макет Ахтынской крепости

В 2014 году имелся проект по созданию историко-культурный комплекса «Ахтынская крепость» и на эти цели планировалось к 2017-2018 годам 27,3 млн. рублей.